# Nexus Editrice
Nexus Editrice, è stata presente sul mercato di giochi da tavolo e di ruolo dal 1993 al 2009 ed è stata uno dei più importanti editori del settore in Italia.

## Storia
Viene fondata nel 1993 da Roberto Cecchini, Roberto Di Meglio, Marcello Missiroli e Simone Peruzzi insieme alla casa editrice bolognese Granata Press. Negli anni successivi la compagine societaria cambierà più volte, coinvolgendo altre personalità del mondo ludico italiano, come Andrea Angiolino, Marco Maggi, Francesco Nepitello, Pier Giorgio Paglia, Giacomo Sottocasa.
Oltre a numerosi giochi di ruolo e giochi da tavolo, ha pubblicato varie riviste, tra cui Kaos, Giocarea,  Oracolo (dedicata ai giochi di carte collezionabili) e  Dragon & Dungeon (traduzione selezionata di articoli dalle riviste statunitensi Dragon e Dungeon dedicate al gioco di ruolo Dungeons & Dragons).
Ha tradotto e adattato per il mercato italiano molti prodotti esteri, inclusi molti giochi della gioco in stile tedesco e soprattutto giochi editi negli USA dalla Fantasy Flight Games.
Ha collaborato alla creazione di alcuni prodotti da edicola a fascicoli, come la serie Hobby & Work dedicata a Warhammer e diversi giochi su Dragon Ball e ha pubblicato diversi libri, tra cui le antologie dei racconti vincitori del Trofeo RiLL.
Ha prodotto ed esportato in tutto il mondo, dal 1999 al 2008, i soldatini Atlantic, dagli stampi originali degli anni sessanta-settanta, e i propri giochi da tavolo, tra cui La Guerra dell'Anello (sotto licenza della Tolkien Enterprise), Marvel Heroes (su licenza Marvel Comics) e la serie Wings of War.
La Nexus è stata anche uno dei principali distributori nazionali di giochi di società, con un catalogo che ha incluso tra i principali prodotti HeroClix, Mageknight, il gioco di carte collezionabili de Il Signore degli Anelli e i giochi da tavolo prodotti dalla Fantasy Flight Games.
Dal 2008 il marchio Nexus è stato ceduto da Nexus Editrice alla società NG International (una branca dell'Italeri), che lo utilizza per identificare la sua produzione di giochi da tavolo fino alla sua liquidazione, nell'agosto 2011.